# Acalypha sericea
Acalypha sericea é uma espécie de flor do gênero Acalypha, pertencente à família Euphorbiaceae.